# Skylab Rescue
Skylab Rescue (également nommée SL-R) était une mission de sauvetage éventuel de la station spatiale Skylab,. Elle a utilisé une version modifiée du module de commande Apollo qui devait être lancé avec un équipage de deux astronautes,.

## Historique
Les plans pour modifier un module de commande et de service Apollo (CSM) existant en un véhicule de sauvetage datent de novembre 1970, lorsque des techniciens de North American Rockwell ont conçu la possibilité d'une mission de sauvetage, comme décrite en 1969 dans le film Les Naufragés de l'espace. Le Centre de vol spatial Marshall a publié le 17 mai 1972 un document officiel de la mission requise, avec des révisions ultérieures. Le module de commande des missions Skylab standard abrite un équipage de trois personnes avec des casiers de stockage sur la cloison arrière pour le ravitaillement des films expérience et d'autres équipements, tels que le retour des films exposés, des bandes de données et des échantillons des expériences. Pour convertir le CSM standard en un véhicule de sauvetage, les casiers de stockage ont été supprimés et remplacés par deux sièges supplémentaires portant la capacité d'emport de la capsule à cinq membres d'équipage.

### AS 208
Après le lancement de la mission Skylab 3, l'équipage du CSM a développé un problème avec deux de ses propulseurs quads du système de contrôle de réaction. Ils ont eu une fuite de carburant, et ont réduit les quads disponibles à seulement deux, le minimum pour la poursuite de la mission.
La NASA a d'abord envisagé de ramener l'équipage immédiatement. Au lieu de cela, la mission s'est poursuivie alors que la fusée Saturn IB AS 208 avec la capsule CSM 119 a été assemblée dans le Vehicle Assembly Building au complexe de lancement 39 pour une utilisation éventuelle. Le lanceur a été à un moment déployé au pas de tir LC-39B. La NASA a annoncé le 4 août 1973 que les membres d'équipage de remplacement des missions Skylab 3 et Skylab 4, Vance Brand et Don Lind, étaient sélectionnés pour une éventuelle mission de sauvetage. Si le personnel au sol travaillait 24 heures par jour et sautait quelques tests, la mission pourrait être lancée dans la première moitié de septembre,, et ne durerait pas plus de cinq jours. Les astronautes tenteraient de préparer Skylab pour une utilisation ultérieure, mais le retour des données expérimentales et diagnostiquer la cause du problème étaient plus importants. Bien que Skylab comporte deux ports d'amarrage, le principal serait utilisé si possible, en larguant le CSM de l'équipage Skylab si nécessaire.
Finalement, l'équipage de Skylab 3 a pu achever sa mission de 59 jours sur la station et retourner sur Terre en toute sécurité en utilisant les deux propulseurs quads RCS fonctionnels.

### AS 209

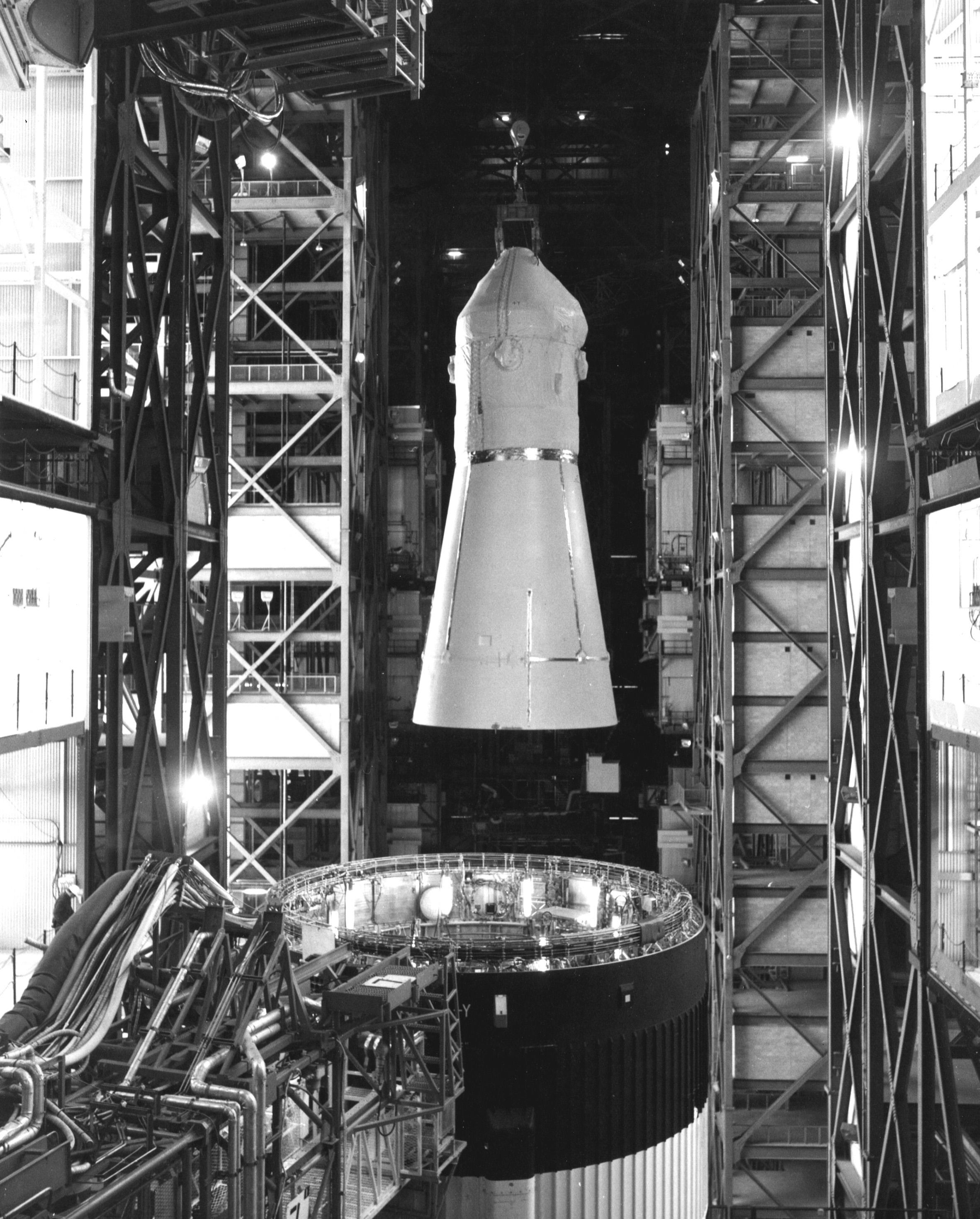
Le CSM Skylab Rescue est retiré de son lanceur Saturn IB à la suite de la réussite de la récupération de Skylab 4.

Après le lancement de la mission Skylab 4, un autre vol de sauvetage a été assemblé comme mission éventuelle. La fusée Saturn IB AS 209 a été assemblée dans le Vehicle Assembly Building au complexe de lancement 39 pour une utilisation éventuelle. Elle a également utilisé le module de commande CSM 119 qui devait être lancé avec Brand et Lind.
Il y avait également des plans pour une courte mission de 20 jours, Skylab 5, qui aurait utilisé ce CSM de sauvetage. L'équipage, composé de Brand, Lind, et William B. Lenoir  (comme pilote du module de commande), aurait effectué des recherches scientifiques et aurait propulsé la station sur une orbite plus élevée pour une utilisation par la navette spatiale américaine.
La fusée AS 209 et le CSM 119 ont été utilisés plus tard comme sauvetage de la mission Apollo-Soyouz, et sont maintenant exposés au Apollo-Saturn V Center du Centre spatial Kennedy. Le booster de Saturn IB pour l'AS 209 est actuellement situé au KSC Rocket Garden (accouplé au Facilities Verification Vehicle d'Apollo, une maquette du CSM et de l'adaptateur du module lunaire Spacecraft Lunar Module Adapter (SLA)), anciennement exposé au VAB's Visitor Complex c. October 1968. Après être resté immobile pendant plus de 30 ans, le module de commande, en 2007, a été utilisé par les ingénieurs de la NASA pour des études sur l'assemblage de l'adaptateur du support de vie du vaisseau (le carénage  aérodynamique saillant qui permet à l'oxygène, à l'eau et à l'électricité de circuler à partir du module de service au module de commande), pour aider la conception et la construction d'un système similaire sur le nouveau véhicule spatial Orion, lui-même ressemblant à la configuration du Skylab Rescue.

## Équipage
- Vance Brand — Commandant
- Don Lind — Pilote

Brand a volé en 1975 sur Apollo-Soyouz en tant que pilote du module de commande, plus tard, comme commandant de trois vols de la navette spatiale. Lind a attendu une autre décennie avant qu'il ne vole comme spécialiste de la mission STS-51-B en 1985.

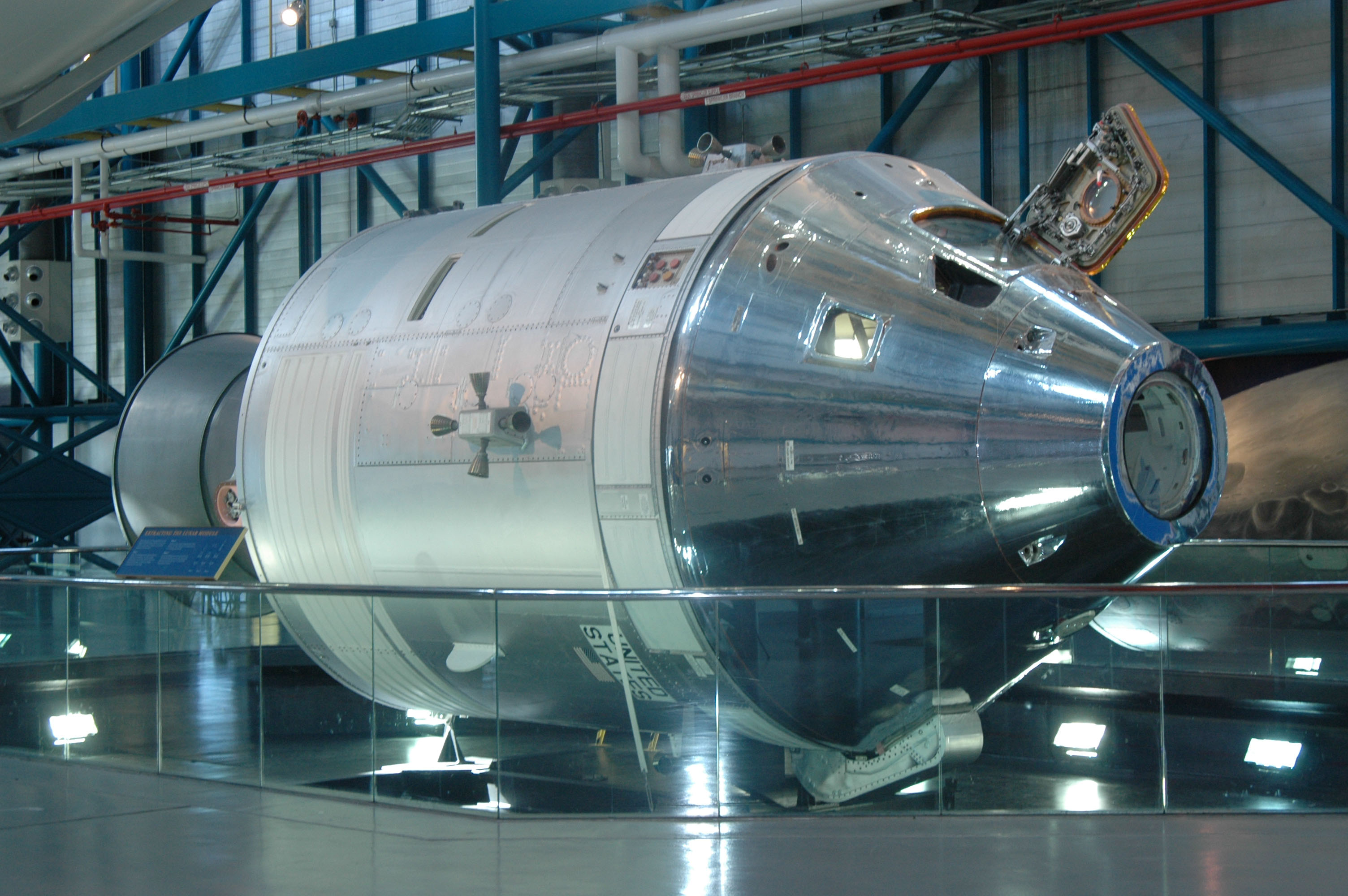
CSM 119 exposé au Apollo/Saturn V Center.
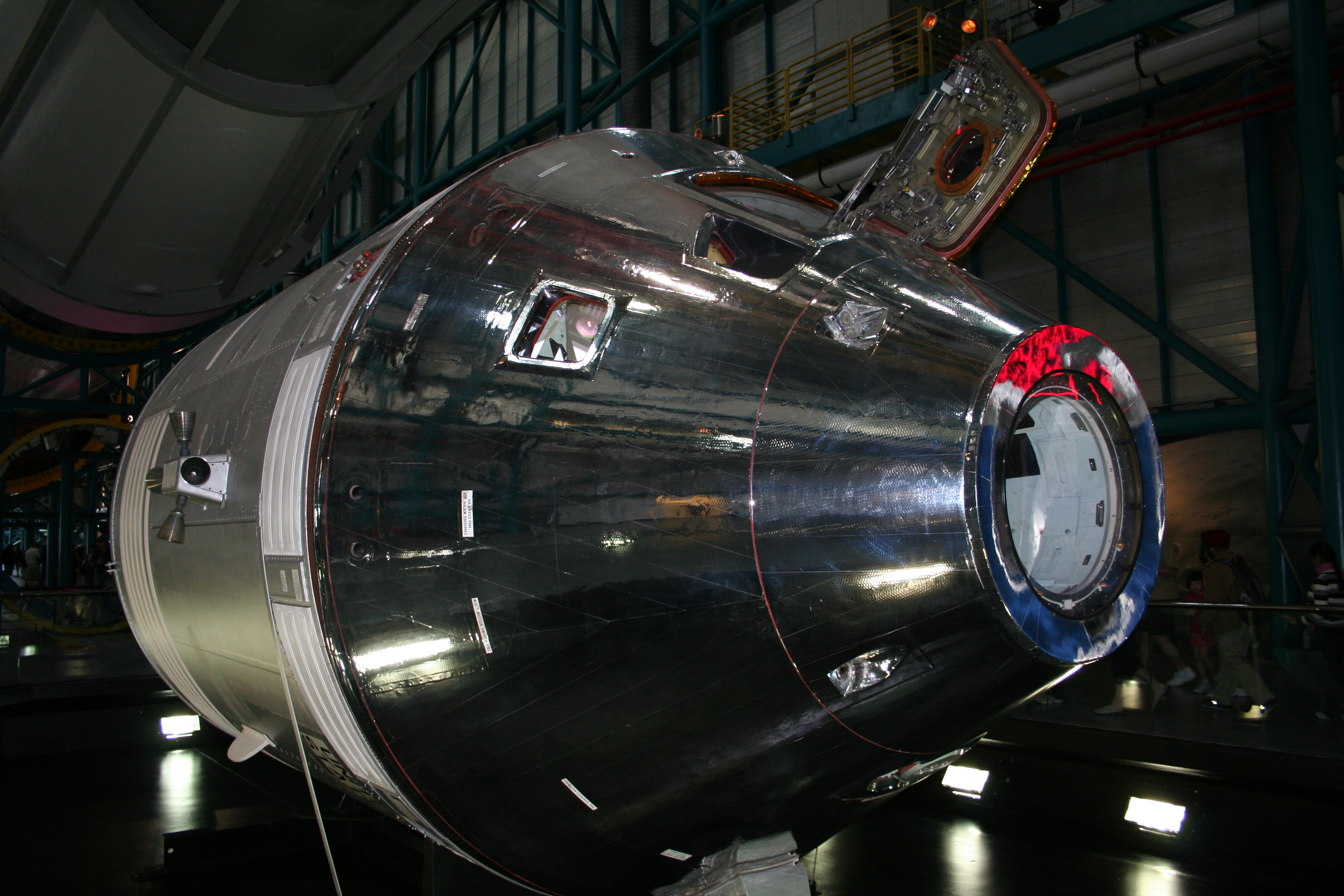
CSM 119.
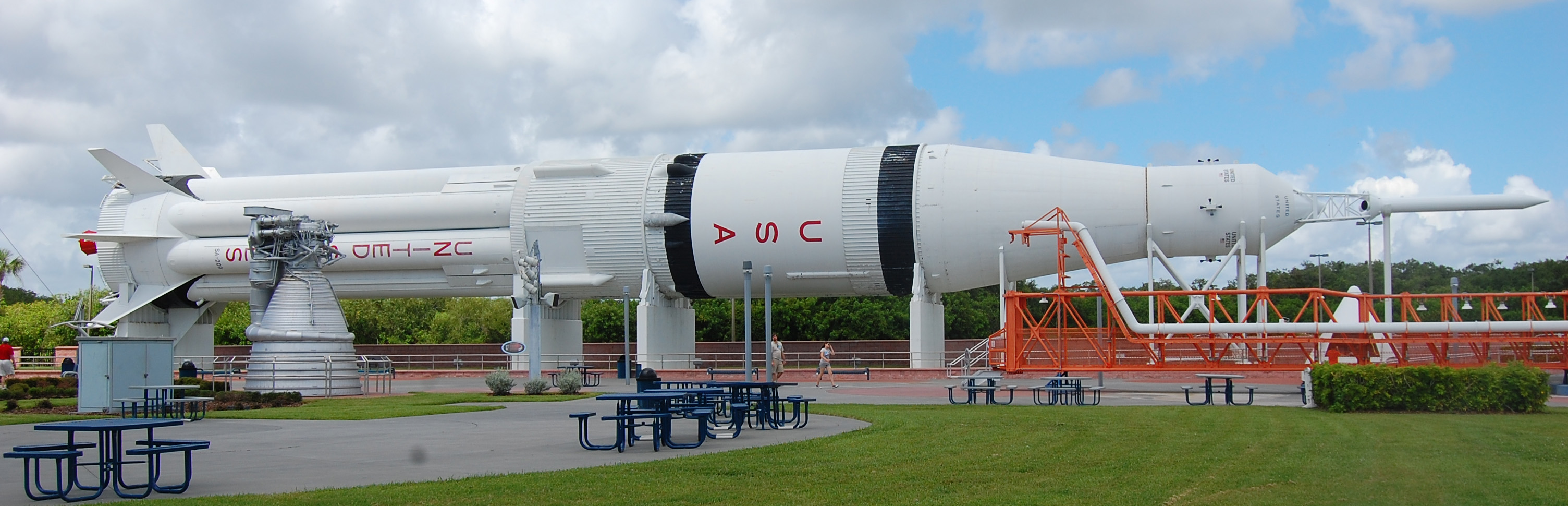
SA 209 exposée au Kennedy Space Center Visitor Complex.